# Junça
Junça ist ein Ort und eine ehemalige Gemeinde (Freguesia) im portugiesischen Kreis Almeida. In der Gemeinde lebten 115 Einwohner (Stand 30. Juni 2011).
Am 29. September 2013 wurden die Gemeinden Junça und Naves zur neuen Gemeinde União das Freguesias de Junça e Naves zusammengefasst. Junça ist Sitz dieser neu gebildeten Gemeinde.